# Juli Garreta i Arboix
Juli Garreta i Arboix (Sant Feliu de Guíxols, 12 de març del 1875 - 2 de desembre del 1925) és considerat com un dels compositors sardanistes més eminents. Infongué la sardana amb valors musicals a nivell d'obra simfònica, i tingué una categoria creativa sense parió amb cap altre autor sardanista.

## Biografia
Fill d'Esteve Garreta Roig, músic nascut a Reus i establert a Sant Feliu de Guíxols, localitat en què va ser director de la cobla La Vella de Sant Feliu i, juntament amb el pianista guixolenc Ramon Novi, el seu primer mestre de música.
El 19 de juny de 1888, amb només tretze anys, el seu pare el va enviar a Vilanova i la Geltrú per aprendre l'ofici de rellotger. Aquest aprenentatge va durar uns tres anys, durant els quals també va actuar com a primer violí en una orquestra local. Quan va tornar a Sant Feliu, es va dedicar a l'ofici de rellotger i va formar part de l'orquestra que dirigia el seu pare. També va ser deixeble d'Antoni Urgellès i Granell a Vilanova i la Geltrú.
Juli Garreta va fer de rellotger a la rellotgeria del seu pare, a la rambla Vidal, tot i que només va construir un rellotge al llarg de la seva vida. Va estudiar música a l'Escola de Música de Sant Feliu de Guíxols, de la mà d'un italià anomenat Giannini. A Sant Feliu, començà la seva carrera com a instrumentista actuant a la cobla-orquestra La Vella, del seu pare i, més endavant, formant el Quintet Garreta. Fou fiscornaire i tocà el violí i el piano. Va dominar el violí de manera excepcional, arribant a interpretar perfectament el concert de Mendelssohn.
Posteriorment esdevingué amic de Pau Casals i ben segur que això l'ajudà a formar-se la personalitat com a músic i compositor, ja que hi ha constància que no fou fins que Pau Casals el va instar a escriure per a orquestra que la producció de Garreta es focalitzava principalment en les sardanes.
La seva producció és molt àmplia, i comprèn una vintena de peces de música simfònica i de cambra, una trentena de cançons per a veu i piano i una vuitantena de composicions de música per a cobla, amb un gran nombre de sardanes extraordinàries. Els estudiosos han fixat tres etapes en la seva producció sardanista. La primera, d'aprenentatge, iniciada amb La pubilla, 1897, a l'edat de vint-i-dos anys. La segona, de transició, amb més domini del medi, que abastaria aproximadament els anys 1902 al 1909. I la tercera, de la plenitud, amb grans obres com A en Pau Casals, Dalt les Gavarres, Juny, Primavera, Isabel, que són repertori habitual en els concerts de l'actualitat. En la sardana Llicorella introduí l'ús de la sordina en els instruments de metall de la cobla. La seva actitud com a compositor, en paraules seves: La sardana és una dansa que s'ha fet per a ballar quietament i dolçament. El seu repertori de sardanes va tenir molta difusió fora de l'àmbit sardanístic a través de les versions per a piano que es van editar.

## Reconeixements
Diversos reconeixements han mesurat l'obra de Garreta. Així, Agustí Borgunyó li dedicà la sardana Homenatge a Garreta. A Sant Feliu de Guíxols, uns jardins i un monument el recorden. El monument a Juli Garreta és obra de l'escultor Enric Monjo i fou inaugurat pel president Francesc Macià el 1932. També té monuments dedicats a Girona i a Mataró. L'escalenca Caterina Albert, Víctor Català, li dedicà el poema En la mort de Juli Garreta i Josep Pla en feu un viu retrat. En morir, hom instituí el Premi Juli Garreta, que Joan Lamote de Grignon guanyà el 1936 amb l'obra Facècia. Però possiblement l'elogi més gran que rebé fou d'Ígor Stravinski, que el 1924 n'escoltà la sardana Juny a un concert donat a l'Ateneu Barcelonès i demanà: "Més Garreta, si us plau, més Garreta...". Dels nombrosos comentaris i elogis que ha rebut la seva obra, cal destacar aquest comentari d'Eduard Toldrà: "Garreta canta eternament amb exaltació romàntica (amb la força, però, d'un home sa d'esperit), i canta sempre en català!".

## Obra
Amenitzava al piano les projeccions de cinema mut, dels balls de casino i participava en les tertúlies musicals de Can Rovira. Sentia una gran admiració per Wagner, fins al punt d'anar tot un estiu sencer a Alemanya a escoltar les obres d'aquest compositor. La seva obra predilecte era Els mestres cantaires de Nuremberg. A través dels Concerts Casals a Barcelona va conèixer els poemes simfònics de Richard Strauss, músic que el va influir decisivament. Aquesta profunda empremta straussiana influeix considerablement la seva producció simfònica i cambrística (una sonata per a violoncel, la Pastoral, Suite empordanesa o Les illes Medes per a orquestra i el concert per a violí i orquestra), però dona a les seves sardanes un caràcter únic, originalíssim, de poemes simfònics per a cobla. En va compondre més d'una cinquantena. No és estrany, doncs, que en el concert d'homenatge realitzat uns mesos després de la seva mort (ocorreguda el 2 de desembre de 1925) Pau Casals digués: "Jo he perdut un amic. Catalunya ha perdut un geni".

### Per a orquestra
- Concert per a violí i orquestra (1925)
- Les illes Medes, obra simfònica, va ser una de les estrenes amb més ressò de les que va realitzar l'Orquestra Pau Casals, el 18 d'octubre de 1923 al Palau de la Música Catalana, sota la direcció de Pau Casals.
- Impressions simfòniques (1907), per a orquestra de corda
- Pastoral (1922), impressió simfònica
- Preludi mediterrani (1918)
- Suite en sol major o Suite empordanesa (1921), per a orquestra simfònica. Premi Festa de la Música Catalana de 1920, va ser estrenada a l'any següent pel mestre Lamote de Grignon amb l'Orquestra Simfònica de Barcelona. Joan Pich i Santasusana n'ha fet modernament una instrumentació per a tres cobles.

- Algunes de les seves sardanes també foren instrumentades per ell mateix per a orquestra simfònica

### Per a instruments diversos
- Concert per a violí i piano
- Joguina, per a violoncel i piano
- Mar plana, per a violoncel i piano
- Quartet per a piano i corda
- Sonata en do major, per a piano
- Sonata en do menor (1923), per a piano
- Sonata en Fa [major] per a violoncel i piano. Dedicada a Pau Casals i estrenada per aquest i Blai Net en un concert de l'Associació de Música da Camera de Barcelona

### Per a orquestrina/banda simfònica
- La Cuna

### Per a cobla
- Scherzo, obra lliure

#### Sardanes
- A en Pau Casals (1920), també instrumentada per a orquestra simfònica
- Agna-Rosa
- L'albada
- Ball de la Joana (1902)
- La beata
- La bellugosa
- Boirines
- La bordeta
- La bruixa
- La calàndria
- El cant dels ocells
- Carmeta (1920)
- La cigala
- Dalt les Gavarres (1919)
- La donzella de la costa (1902)
- Enyorança (Anyorança), també instrumentada per a piano
- La fada (1902)
- La filla del marxant (1909)
- La filosa (1899)
- La fira
- Flor de neu
- Frisança (1907), també instrumentada per a piano
- La gaita
- La gelosa (1898)
- Giverola (1920), també instrumentada per a orquestra simfònica
- Griselda, també instrumentada per a piano
- Innominada (1915)
- Isabel (1921), també instrumentada per a orquestra simfònica. Dedicada a Isabel Pagès, la seva segona esposa
- Juny (1921). Enric Casals la instrumentà per a orquestra simfònica, i Joan Lamote de Grignon la instrumentà per a banda el 1923
- La llar (1922)
- Llicorella (1908)
- La llumenera
- Mar d'argent, fragment de la Suite empordanesa
- Maria (1908)
- Matinada (1907), també instrumentada per a piano
- Migdia
- La mimada
- La mosca
- Nuri
- Nydia (1920), també instrumentada per a orquestra simfònica. Aquesta sardana ha donat nom al programa Arxivat 2005-11-11 a Wayback Machine. de TV3 del mateix nom.
- L'orfe
- La pastora enamorada (1908), també instrumentada per a orquestra simfònica
- Pastoral (1921)
- La pecadora (1902)
- La pedregada (1921), també instrumentada per a orquestra simfònica
- La ploranera
- Primavera (1920)
- La pubilla (1897)
- Recordant (1919)
- La riolera (1898)
- La rondalla (1902), també instrumentada per a piano
- La rosada (1902)
- La rosella (1902), també instrumentada per a piano
- Rosó (1906)
- La ruda
- Somni dolç (1905), també instrumentada per a piano
- Somni gris (1905), també instrumentada per a piano
- Somnis (1919)
- El testament d'Amèlia (1909)
- Un plat de bullit
- La violeta (1909)
- La xerraire (1898)
- Zaïra (1907)

- Sense títol propi, la sardana de la Sonata per a piano

### Cançons
Alguns títols:
- Alpestre, amb lletra d'Apel·les Mestres
- Amor de mare, amb lletra de Jacint Verdaguer
- Records i somnis, amb lletra de Verdaguer, per a cant i piano[11]

## Fons personal
El fons de partitures de Juli Garreta es conserva al Centre de Documentació de l'Orfeó Català i fou ingressat per una comissió formada per Jaume Marill, Lluís Lloansí, Josep Gravalosa i Josep Girona que van entregar dinou carpetes de partitures seguint la voluntat dels hereus (és a dir, la voluntat de la vídua de Garreta).
Ens fons consta de manuscrits musicals (originals i còpies), esborranys musicals i impresos musicals. Trobem bàsicament música per a cobla amb la presència de les partitures i particel·les de 65 sardanes; música de cambra, de les quals destaquen el Quartet per a piano, violí, viola i violoncel, “Romança”, “Joguina”, etc.; i com a obres simfòniques trobem: Scherzo, Preludi mediterrani, Suite en sol, Les illes Medes i el Concert per a violí i orquestra. També trobem les “Impressions simfòniques” per a orquestra de corda que fou la primera obra escrita per Garreta.
Les partitures impreses són bàsicament reduccions a piano d'algunes de les sardanes com: Frisança, Griselda, Somni gris, etc.